# Fuka Nagano
Fuka Nagano (長野 風花 Nagano Fuka?,  nacida el 9 de marzo de 1999 en Tokio) es una futbolista japonesa. Juega como centrocampista en el Liverpool de la Women's Super League de Inglaterra y es internacional con la selección de Japón desde 2018.

## Estadísticas

### Clubes
| Club                             | País           | Año             |
| -------------------------------- | -------------- | --------------- |
| Urawa Reds                       | Japón          | 2014 - 2017     |
| Incheon Hyundai Steel Red Angels | Corea del Sur  | 2018            |
| Chifure AS Elfen Saitama         | Japón          | 2019 - 2020     |
| Mynavi Sendai Ladies             | Japón          | 2021 - 2022     |
| North Carolina Courage           | Estados Unidos | 2022            |
| Liverpool                        | Inglaterra     | 2023 - presente |

### Selección nacional
| Selección | País  | Año    |
| --------- | ----- | ------ |
| Absoluta  | Japón | 2018 - |

## Estadística de equipo nacional
| Selección femenina de fútbol de Japón | Selección femenina de fútbol de Japón | Selección femenina de fútbol de Japón |
| Año                                   | Partidos                              | Goles                                 |
| ------------------------------------- | ------------------------------------- | ------------------------------------- |
| 2018                                  | 1                                     | 0                                     |
| 2021                                  | 2                                     | 0                                     |
| 2022                                  | 13                                    | 1                                     |
| Total                                 | 16                                    | 1                                     |